# FK Shumen 2010
FK Shumen 2010 (bulgarisch футболен Клуб Шумен 2010) ist ein Fußballverein aus Shumen, Bulgarien. Die Mannschaft spielt ihre Spiele im Stadion Panajot Wolow mit einer Kapazität von 24.390 Zuschauern.

## Geschichte
Der Klub entstand am 1. Dezember 1929 als Panajot Wolow Schumen. 1935 erreichten sie das Halbfinale der Landesmeisterschaft, unterlagen da mit 0:1 gegen den FK Sofia.
Von 1950 bis 1965 hieß die Stadt Kolarovgrad. 1957 gelang der Aufstieg in die 2. Liga. Dort spielte man, bis man 1972 in die 1. Liga aufstieg. Dort konnte sich der Verein aber nur ein Jahr halten. Als Tabellenletzter stieg er wieder ab. In der Saison 1983/84, als FK Schumen, war es ähnlich. Nach den Playoffs in der Relegation musste abermals der Gang nach unten angetreten werden.
In der Saison 1993/94 war man wieder erstklassig. Das Team schaffte es bis auf den vierten Platz. Dieser berechtigte zur Teilnahme am UEFA-Cup. Gegen den zypriotischen Vertreter Anorthosis Famagusta kam nach einem 0:2 und 1:2 das frühe Aus. Inzwischen verlor der Klub seine Sponsoren. Nach zwei weiteren Spielzeiten in der 1. Liga musste der Verein wieder absteigen. 1998/99 und 1999/2000 waren die beiden letzten Jahre in der 1. Liga. Im Herbst 2000 ging der Verein in Konkurs.
Ein neu gegründetes Unternehmen erwarb die Lizenz und fusionierte mit Junak Schumen zum FK Shumen 2001, der in der 2. Liga zweimal in Folge Zweiter wurde. Ab der Saison 2007/08 bekam das Team mit PFK Wolow Schumen seinen alten Namen wieder. Der Verein konnte in der Folgezeit die Form nicht mehr halten, und so sprang am Ende der Saison 2009/10 nur der 10. Platz heraus. Auch drückten dem Verein Verbindlichkeiten in Höhe von über 300.000 Lewa.
Der Verein, inzwischen als FK Shumen 2010, spielt derzeit in der 4. Liga (Regional Division). 2013/14 wurden sie nur 14. in der V AFG campaign und mussten somit in regionale Klassen absteigen. Durch finanzielle Schwierigkeiten schickten sie in den nächsten 4 Jahren nur Jugendmannschaften in Wettbewerbe. 2018 begann auch die Herrenmannschaft wieder mit der Liga und zwar als Volov 1929 Shumen.

## Europapokalbilanz
| Saison  | Wettbewerb | Runde    | Gegner               | Gesamt | Hin     | Rück    |
| ------- | ---------- | -------- | -------------------- | ------ | ------- | ------- |
| 1994/95 | UEFA-Pokal | 1. Runde | Anorthosis Famagusta | 1:4    | 0:2 (A) | 1:2 (H) |

Gesamtbilanz: 2 Spiele, 2 Niederlagen, 1:4 Tore (Tordifferenz −3)